# 2014년 흐루셰우스키가 봉기
2014년 1월 16일 우크라이나 반시위법 발표 및 1월 21일 제정에 대항하여, 1월 19일부터 흐루셰우스키 가와 디나모 경기장을 중심으로 하여 키이우 전역에서 시위대와 경찰 간 대치가 시작되었다.
20만명이 유로마이단 시위에 참여하는 동안, 우크라이나 의회로 행진이 시작되었고 경찰 저지선에서 충돌했다. 교착 상태에 이어서, 경찰과 시위대 간 폭력 사태에 직면하게 되었다. 이 때부터, 시위대는 정부군을 포위하고 탈출로를 봉쇄하기 시작했다. 이 시위대의 봉쇄 작전 동안 시위대 4명과 경찰 3명이 사망한 것으로 확인되었다.
1월 28일, 반시위법 조항 12개 중 9개가 폐지되었고, 국무총리 미콜라 아자로프가 사임하면서 충돌 태세는 완화되었고 체포 및 재판을 받은 시위대에게 사면하는 법안이 통과되었다. 2014년 2월 14일, 시위 조직들은 부분적으로 교통량 복원을 위해 차단한 길을 일부 개방하는 것에 허가했지만, 바리케이드 설치 및 지속적인 시위가 이루어졌다. 2014년 2월 16일 시위대 사면령에 따라서 교통을 위한 회랑 개방과 함께 시위대와 경찰이 물려났다. 이 휴전은 2월 18일 우크라이나 의회로 다시 한번 행진하면서 끝나게 되었고, 새로운 대치 상황이 벌어지게 되었다. 2월 19일부터는 모든 바리케이드가 철거되었고 시위대가 행진하기 시작했다. 2월 18일 이후, 이 시위는 키이우 전국구적 봉기로 진화하였다.